# USS Dogfish (SS-350)
USS Dogfish (SS-350) – amerykański okręt podwodny typu Balao, jedyny okręt United States Navy noszący taką nazwę (od gatunku niewielkiego, pospolitego rekina).
Stępkę okrętu położono 22 czerwca 1944 w stoczni Electric Boat Company w Groton. Został zwodowany 27 października 1945, matką chrzestną była pani A. M. Morgan. Wszedł do służby 29 kwietnia 1946 z komandorem porucznikiem T. S. Baskettem jako dowódcą.
„Dogfish” wypłynął z New London, by pełnić zadania lokalne, a następnie w rejs na Morze Karaibskie i Bermudy w celu przeprowadzenia ćwiczeń. Przeszedł przegląd i znaczącą modernizację w stoczni Philadelphia Naval Shipyard od sierpnia 1947 do kwietnia 1948. Następnie służył zarówno w projektach eksperymentalnych, jak i w normalnej służbie operacyjnej. Od 31 października do 19 listopada 1948 wziął udział w zorganizowanych na dużą skalę ćwiczeniach floty, odbywających się na obszarze od Florydy do Cieśniny Davisa pomiędzy Labradorem i Grenlandią.
Pomiędzy 4 lutego a 3 kwietnia 1949 okręt odbył rejs do Szkocji, Anglii i Francji, a także odbył ćwiczenia konwojowe w pobliżu Przylądka Hatteras w lutym i marcu 1952. Przez następne trzy lata operował u wschodniego wybrzeża USA i na Morzu Karaibskim.
„Dogfish” wypłynął z New London 1 marca 1955 na pierwszą turę służby w ramach amerykańskiej 6 Floty na Morzu Śródziemnym. Z rejsu tego wrócił do portu macierzystego 6 czerwca. Przebywał w Halifaksie pomiędzy 4 a 14 czerwca 1956 podczas operacji „New Broom”, przeprowadzanej przez siły NATO. 8 listopada, gdy przeprowadzał ćwiczenia w pobliżu New London, zatrzymał się w pobliżu trawlera „Agda” i pomagał gasić pożar, który wybuchł na pokładzie statku. Pomiędzy 31 stycznia i 12 kwietnia odbył rejs do Zatoki Faslane w Szkocji, gdzie testował nowo zainstalowany sprzęt. Od 23 maja do 8 sierpnia 1959 służył na Morzu Śródziemnym. W październiku i listopadzie wziął udział w ćwiczeniach ZOP przeprowadzanych przez NATO. Po gruntownym przeglądzie wznowił operacje w pobliżu New London, gdzie służył w latach 60. XX wieku.
„Dogfish” został skreślony z rejestru floty i sprzedany Brazylii 28 lipca 1972. Służył w Brazylijskiej Marynarce Wojennej jako „Guanabara” (S-10) do momentu wycofania w 1983.

## Dane techniczne
| Dane techniczne USS „Dogfish” (SS-350) przed i po modernizacji | | |
|                                                                | Po zbudowaniu | Po modernizacji GUPPY II |
| Wyporność (wynurzony)                                          | 1526 (long) ton (1550 t) | 1870 ton (1900 t) |
| Wyporność (zanurzony)                                          | 2424 (long) ton (2460 t) | 2440 ton (2480 t) |
| Długość                                                        | 95 metrów | 93,6 m |
| Szerokość                                                      | 8,3 metra | 7,4 m |
| Zanurzenie                                                     | 5,1 metra | 5,2 m |
| Napęd                                                          | 4 silniki dieslowskie V16 typu General Motors Model 16-278A napędzające generatory elektryczne 2 akumulatory 126-komórkowe typu Sargo 4 szybkoobrotowe silniki elektryczne General Electric wraz z przekładniami redukcyjnymi dwie śruby 5400 shp (4,0 MW) wynurzony 2740 shp (2,0 MW) zanurzony | chrapy akumulatory ulepszone do typu GUPPY, pojemność zwiększona do 504 komórek (1 × 184, 1 × 68 i 2 × 126) 2 wolnoobrotowe silniki elektryczne o napędzie bezpośrednim |
| Prędkość (wynurzony)                                           | 20,25 węzła wynurzony | 18,0 węzłów(33,3 km/h) maksymalna 13,5 węzłów (25,0 km/h) podróżna |
| Prędkość (zanurzony)                                           | 8,75 węzła zanurzony | 16,0 węzłów(29,6 km/h) na ½ godziny 9,0 węzłów (16,7 km/h) na chrapach 3,5 węzła (6,5 km/h) podróżna                                                                    |
| Zasięg                                                         | 11 000 mil przy prędkości 10 węzłów | 15 000 mil (28 000 km) przy prędkości 11 węzłów (20 km/h) |
| Długotrwałość rejsu                                            | 48 godzin przy prędkości 2 węzłów 75 dni na patrolu | 48 godzin przy prędkości 4 węzłów (7,4 km/h) zanurzony |
| Załoga                                                         | 10 oficerów 70-71 marynarzy | 9–10 oficerów 5 podoficerów 70 marynarzy |
| Sensory                                                        | ? | sonar aktywny WFA sonar pasywny JT system kierowania ogniem torpedowym Mk 106                                                                                           |
| Uzbrojenie torpedowe                                           | 10 wyrzutni torpedowych 533 mm (sześć przednich, cztery tylne) 24 torpedy | 10 wyrzutni torpedowych 533 mm (sześć przednich, cztery tylne) |
| Uzbrojenie artyleryjskie                                       | 1 × 127 mm /25 kalibrów 4 karabiny maszynowe | brak |